# Упорный (эсминец)
«Упорный» — эскадренный миноносец проекта 57-бис, построенный для Советского Военно-Морского Флота в конце 1950-х годов. 
В 1966 году переклассифицирован в большой ракетный корабль. В 1977 году переклассифицирован в большой противолодочный корабль. Прошёл модернизацию по проекту 57-А. В 1991 году переформирован в плавучую казарму ПКЗ-12.

## История
9 апреля 1958 года «Упорный» был зачислен в списки кораблей ВМФ СССР и 21 сентября 1958 года заложен на николаевском судостроительном заводе имени 61 коммунара (заводской № 1402) по проекту 57-бис. 14 октября 1959 года спущен на воду. Вступил в строй 3 декабря 1960 года.
В июне 1961 года после межфлотского перехода из Севастополя по Севморпути во Владивосток вошёл в состав Тихоокеанского флота ВМФ ВС Союза ССР. 19 мая 1966 года «Упорный» был переклассифицирован в большой ракетный корабль (БРК). В период с 26 декабря 1967 по 22 марта 1968 «Упорный» прошёл капитальный ремонт на «Дальзаводе» (Владивосток).
В 1969 году эскадренный миноносец нёс боевую службу в Индийском океане, совершил в этот период деловые заходы в Занзибар (Танзания), Мале (Мальдивская республика), Умм-Каср (Ирак), Бендер-Аббас (Иран) и Берберу (Сомали). С 25 апреля 1970 г. по 19 августа 1970 года участвовал в учениях "Океан" и нёс боевую службу в Индийском океане, совершил деловые заходы в Берберу, Могадишо, Умм-Каср, Бомбей. Август — октябрь 1972 года — боевая служба в Тихом океане, в районах Канады, Северной Америки и Гавайских островов. С 7 февраля 1977 по 3 февраля 1978 года «Упорный» был модернизирован и перестроен на «Дальзаводе» по проекту 57-А. 3 августа 1977 года переклассифицирован в большие противолодочные корабли.
24 июня 1991 года эскадренный миноносец был исключён из боевого состава Военно-Морского Флота Союза ССР, разоружён и переформирован в плавучую казарму ПКЗ-12. 29 июня 1993 года плавказарма была исключена из списков судов ВМФ в связи со сдачей в ОРВИ для демонтажа и реализации. 7 сентября 1995 года ПКЗ-12 была продана американской фирме для разделки на металл.

## Командиры корабля (войсковая часть 42875)
- 1958 год - капитан 2-го ранга Журавлев Илья Петрович.
- 1963 год — капитан 2-го ранга Зарубин Л. К.
- 1965—1968 — капитан 2 ранга Морозов Владислав Игнатьевич
- 1968—1973 — капитан 2 ранга Новокшонов Виталий Иванович
- 1973—1973 — капитан 3 ранга Паромов Рудольф Васильевич
- 1973—1974 — капитан 2 ранга Кунгурцев Вадим Александрович
- капитан 3 ранга Сорока

## Бортовые номера
Бортовые номера во время службы:
- 280 (не позднее 1977 года)[1];
- 010 — 1963—1967[уточнить].
- 986 — 1968 — 1978 гг.
- 112  —  1978 г.   —  ?1978 год -112- это номер Гневного !!!

518—?
260(1960), 010(1964), 986(1970), 975,  112(57А), 518(1989)